# El Malah
El Malah (em árabe: المالح) (anteriormente Rio Salado) é um município localizado na província de Aïn Témouchent, no noroeste da Argélia. Sua população era de 18 944 habitantes, em 2010.